# Княжий Мост
Княжий Мост (укр. Княжий Міст) — село в Судововишнянской городской общине Яворовского района Львовской области Украины.
Население по переписи 2001 года составляло 663 человека. Занимает площадь 0,6 км². Почтовый индекс — 81342. Телефонный код — 3234.